# Almora
Almora (en hindi अल्मोड़ा) és un consell municipal i un cantó de la vila del districte d'Almora a l'estat d'Uttarakhand, Índia. La ciutat té una població de 30.613 habitants (2001, el 1881 eren 7.390 dels que 4813 a la mateixa ciutat i la resta als cantons). i és considerada el cor de la regió de Kumaon. És a la part sud de les muntanyes Kumaon i prop dels rius Kosi i Suyal (Salmale).

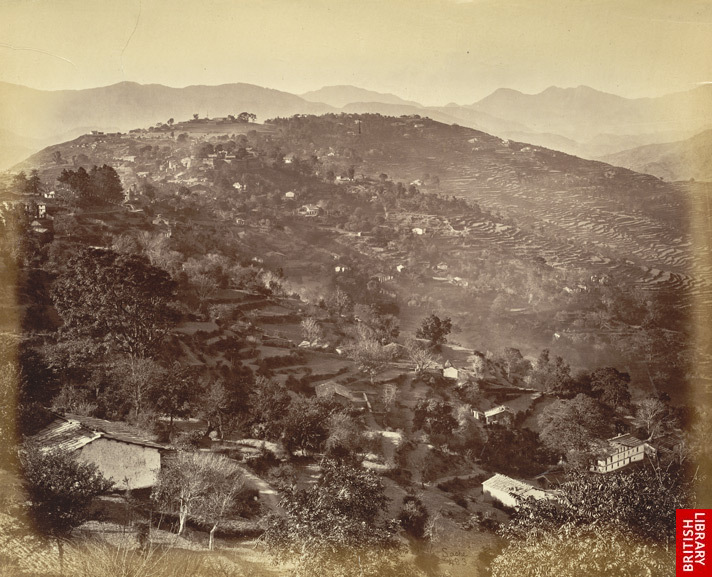
Almora vers 1860

El premi Nobel Sir Ronald Ross és nadiu de la ciutat. La ciutat disposa de diversos temples entre els quals Kasar Devi, Banari Devi, Chitai, Jageshwar, Binsar Mahadev, Garhnath i Baijnath. El temple de Rudreshwar Mahadev prop de Sanara Ganiya, que està dedicat a Xiva, es troba a la vora del riu Ram Ganga. Un temple solar està situat a Katarmal, prop de la ciutat.

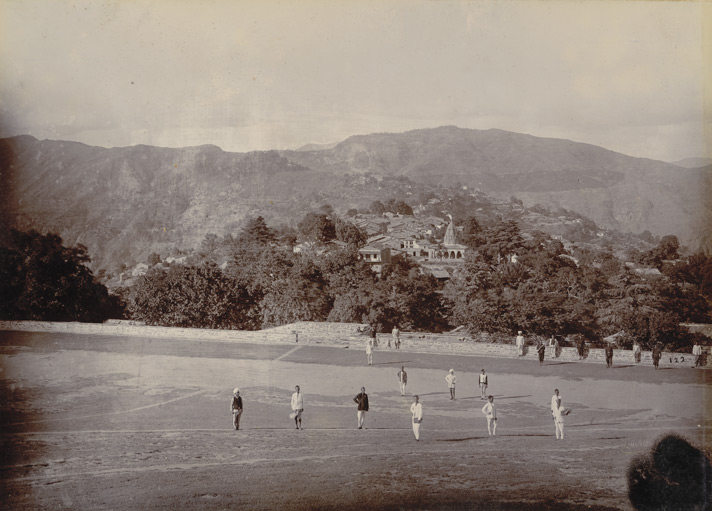
Almora i soldats gurkhes el 1895

## Història
Fundada el 1568, fou seu d'un principat nadiu que portava el seu nom. El 1744 els musulmans van arribar per primer cop a Kumaon per combatre els rohilles i en la seva expedició van saquejar Almora però se'n van retirar als pocs mesos per la pobresa del país i el clima rigorós. Almora fou un lloc estratègic durant la guerra Gurkha del 1815 en la que els britànics dirigits pel coronel Nicholls van bombardejar la zona i van obligar Almora i el Kumaon a la rendició. Fou incorporada als dominis britànics i va esdevenir la capital del districte de Kumaon, fins al 1891 quan el districte es va reorganitzar i Almora va esdevenir cap del districte del mateix nom que molt més reduït encara existeix.

## Personatges il·lustres
- Ronald Ross (1857-1932), metge, Premi Nobel de Medicina o Fisiologia de l'any 1902.

## Nota
1. ↑  «Història d'Almora». Arxivat de l'original el 2008-10-14. [Consulta: 22 març 2009].